# Maja Nett
Maja Nett, geborene Marten (* 5. September 1984 in Marburg) ist eine deutsche Kochbuchautorin und Bloggerin.

## Leben
Nett wuchs in Marburg auf. Schon während ihrer Schulzeit arbeitete sie als freie Journalistin für die Marburger Neue Zeitung.
Bereits während ihres Studiums der Rechtswissenschaften in Bonn startete sie ihren Foodblog und arbeitete für einen renommierten Kochbuchverlag, in dem sie ihre ersten drei eigenen Kochbücher veröffentlichte. 
Heute entwickelt Nett u. a. Kochrezepte für verschiedene Zeitschriften und Bücher. Nett ist verheiratet und lebt in der Nähe von Köln.

## Veröffentlichungen
Netts erstes Kochbuch „What’s for breakfast? Müsli“ erschien im September 2015 in der Edition Fackelträger und wurde bisher in vier Sprachen übersetzt.
Im Februar 2016 erschien das zweite Kochbuch „What to drink? Saft!“, ebenfalls in der Edition Fackelträger.
„Pastaglück - Nudelsalat im Glas“ folgte in der Edition Fackelträger im August 2016.
Ihr Titel „Cookie Dough - Roher Keksteig zum Vernaschen“ erschien im Oktober 2017 im Naumann & Göbel Verlag für NGV xpress.
Darüber hinaus wirkte Nett an zahlreichen weiteren Publikationen mit. Seit Januar 2011 führt Nett einen Foodblog unter moeyskitchen.com. Dort veröffentlicht sie neben Kochrezepten auch kulinarische Reportagen und Reiseberichte.